# Hadiyah
Hadiyah (tiếng Ả Rập: حدية, cũng đánh vần Hadya hoặc Hadeih) là một ngôi làng ở phía bắc Syria nằm về phía tây bắc của Homs trong Tỉnh Homs. Theo Cục Thống kê Trung ương Syria, Hadiyah có dân số 754 người trong cuộc điều tra dân số năm 2004. Cư dân của nó chủ yếu là Alawites.